# 格拉韦洛纳托切
格拉韦洛纳托切（義大利語：Gravellona Toce），是意大利韦尔巴诺-库西亚-奥索拉省的一个市镇。总面积14.21平方公里，人口7520人，人口密度529.2人/平方公里（2022年）。ISTAT代码为103035。